# Grójec Wielki (gromada)
Grójec Wielki – dawna gromada, czyli najmniejsza jednostka podziału terytorialnego Polskiej Rzeczypospolitej Ludowej w latach 1954–1972.
Gromady, z gromadzkimi radami narodowymi (GRN) jako organami władzy najniższego stopnia na wsi, funkcjonowały od reformy reorganizującej administrację wiejską przeprowadzonej jesienią 1954 do momentu ich zniesienia z dniem 1 stycznia 1973, tym samym wypierając organizację gminną w latach 1954–1972.
Gromadę Grójec Wielki siedzibą GRN w Grójcu Wielkim utworzono – jako jedną z 8759 gromad na obszarze Polski – w powiecie sieradzkim w woj. łódzkim, na mocy uchwały nr 38/54 WRN w Łodzi z dnia 4 października 1954. W skład jednostki weszły obszary dotychczasowych gromad Grójec Wielki (z lasami państwowymi Złoczew), Grójec Mały i Stanisławów oraz wieś Pieczyska i wieś Wilkołek z dotychczasowej gromady Wilkołek Unikowski ze zniesionej gminy Złoczew, ponadto wieś Robaszew z dotychczasowej gromady Starce ze zniesionej gminy Brzeźnio, w tymże powiecie. Dla gromady ustalono 10 członków gromadzkiej rady narodowej.
Gromadę zniesiono 1 stycznia 1958, a jej obszar włączono do gromady Godynice (wieś Robaszew) i do nowo utworzonej gromady Złoczew (wieś Grójec Wielki, osada leśna Grójec Wielki, kolonia Grójec Wielki, kolonia Obojęcice, wieś Grójec Mały, kolonia Grójec Mały, wieś Łagiewniki, wieś Stanisławów, wieś Pieczyska i wieś Wilkołek Grójecki).